# Buse lacernulée
Buteogallus lacernulatus
Espèce
Statut de conservation UICN

 VU C2a(i) : Vulnérable
Statut CITES
La Buse lacernulée (Buteogallus lacernulatus, anciennement Leucopternis lacernulatus) est une espèce d'oiseaux de la famille des Accipitridae.

## Répartition
Cette espèce est endémique du Brésil.